# Berchtesgadener Hochthron
Le Berchtesgadener Hochthron (littéralement « Haut Trône de Berchtesgaden ») est, avec 1 972 m d'altitude, le point culminant du chaînon de l'Untersberg dans les Alpes de Berchtesgaden, en Allemagne (Bavière) proche de la frontière avec l'Autriche (Salzbourg). Le sommet offre une excellente vue sur la cuvette de Berchtesgaden, le Königssee et les massifs montagneux environnants : les Alpes du Chiemgau, les massifs de Tennen et du Salzkammergut.

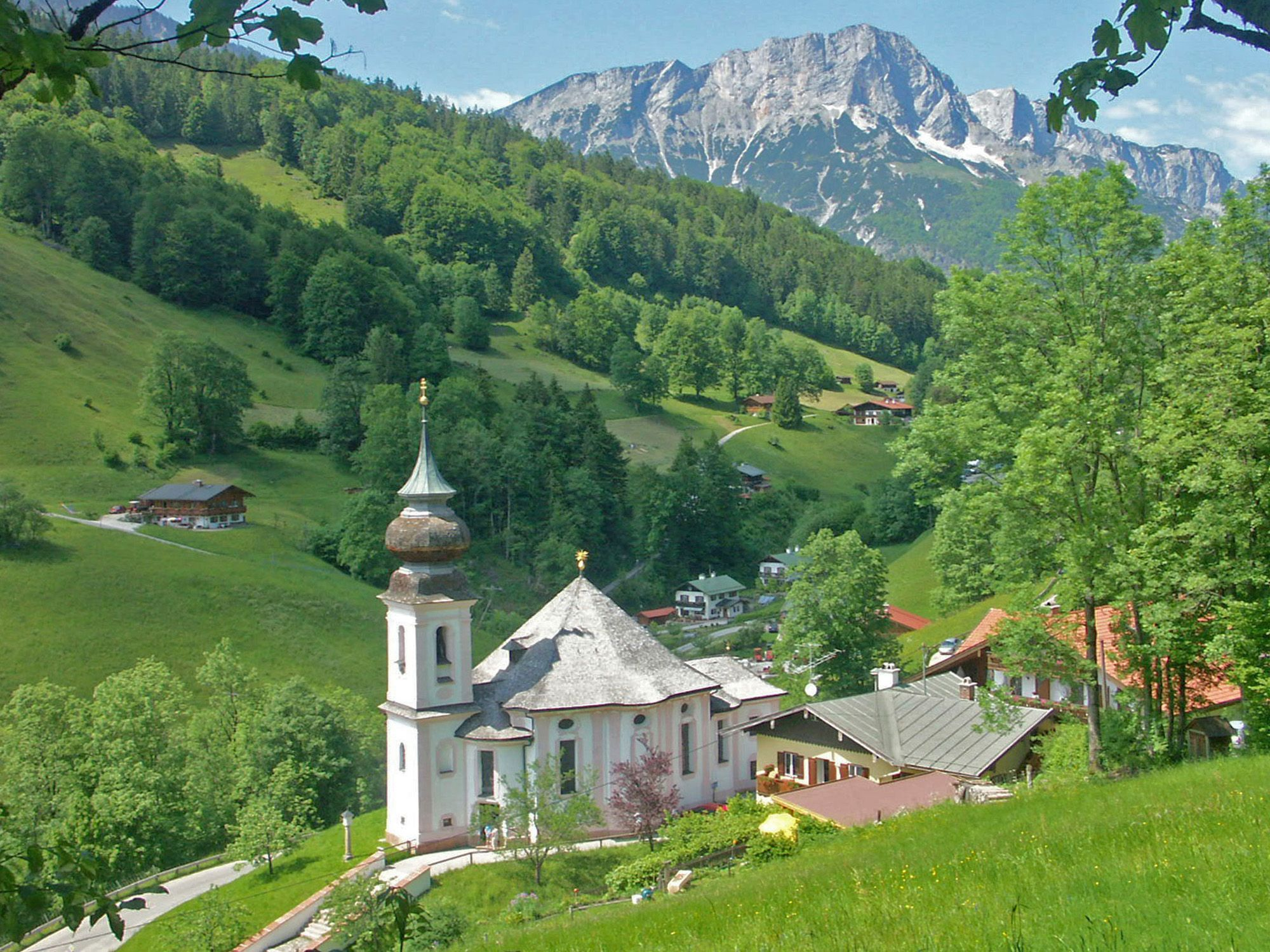
L'église de pèlerinage de Maria Gern et le sommet du Berchtesgadener Hochthron.